# Taça de Portugal 1967-1968
La Taça de Portugal 1967-1968 fu la 28ª edizione della Coppa di Portogallo. La squadra vincitrice fu per la terza volta il Porto che sconfisse in finale i campioni in carica del Vitória Setúbal.

## Squadre partecipanti
In questa edizione erano presenti tutte le squadre di Primeira Divisão e di Segunda Divisão e i campioni delle Azzorre e di Madera i quali andarono direttamente al terzo turno.

### Primeira Divisão

#### 14 squadre
| - Académica - Barreirense - Belenenses - Benfica - Braga | - CUF Barreiro - Leixões - Porto - Sanjoanense - Tirsense | - Sporting Lisbona - Varzim - Vitória Guimarães - Vitória Setúbal |

### Segunda Divisão

#### 28 squadre
| - Académico de Viseu - Alhandra - Almada - Atlético CP - Beira-Mar - Cova da Piedade - Covilhã | - Espinho - Famalicão - Gouveia - Leça - Lusitano - Luso - Montijo | - Olhanense - Oriental Lisbona - Penafiel - Peniche - Portimonense - Salgueiros - Sesimbra | - Sintrense - Torreense - Torres Novas - Tramagal - União de Lamas - União de Tomar - Vizela |

### Altre partecipanti
- Marítimo (campione di Madera)
- Lusitânia (campione delle Azzorre)

## Primo turno
|                   | Risultato |                    | Andata | Ritorno | Spareggio |  |
| ----------------- | --------- | ------------------ | ------ | ------- | --------- |  |
| Vitória Setúbal   | 6 - 1     | Salgueiros         | 5 - 0  | 1 - 1   |           |  |
| Vitória Guimarães | 12 - 1    | Olhanense          | 9 - 1  | 3 - 0   |           |  |
| União de Lamas    | 4 - 4     | Penafiel           | 2 - 3  | 2 - 1   | 0 - 1     |  |
| Tramagal          | 3 - 4     | Sintrense          | 1 - 2  | 2 - 2   |           |  |
| Torreense         | 3 - 2     | Luso               | 3 - 1  | 0 - 1   |           |  |
| Sesimbra          | 2 - 6     | Barreirense        | 1 - 3  | 1 - 3   |           |  |
| Varzim            | 3 - 3     | Espinho            | 2 - 2  | 1 - 1   | 3 - 1     |  |
| Portimonense      | 1 - 8     | Belenenses         | 0 - 4  | 1 - 4   |           |  |
| Peniche           | 1 - 3     | Covilhã            | 1 - 2  | 0 - 1   |           |  |
| Oriental Lisbona  | 2 - 5     | Cova da Piedade    | 2 - 4  | 0 - 1   |           |  |
| Montijo           | 1 - 13    | Benfica            | 1 - 4  | 0 - 9   |           |  |
| Lusitano          | 3 - 4     | Gouveia            | 2 - 2  | 1 - 2   |           |  |
| Leixões           | 9 - 4     | União de Tomar     | 7 - 0  | 2 - 4   |           |  |
| Leça              | 4 - 1     | Alhandra           | 1 - 0  | 3 - 1   |           |  |
| Vizela            | 2 - 3     | Tirsense           | 1 - 2  | 1 - 1   |           |  |
| Porto             | 4 - 1     | Beira-Mar          | 2 - 1  | 2 - 0   |           |  |
| Famalicão         | 2 - 8     | Braga              | 1 - 3  | 1 - 5   |           |  |
| CUF Barreiro      | 2 - 4     | Sporting Lisbona   | 1 - 1  | 1 - 3   |           |  |
| Atlético CP       | 1 - 2     | Sanjoanense        | 1 - 0  | 0 - 2   |           |  |
| Almada            | 5 - 6     | Académico de Viseu | 3 - 1  | 2 - 5   |           |  |
| Académica         | 10 - 2    | Torres Novas       | 4 - 0  | 6 - 2   |           |  |

## Secondo turno
- Benfica

|                    | Risultato |                   | Andata | Ritorno | Spareggio |  |
| ------------------ | --------- | ----------------- | ------ | ------- | --------- |  |
| Vitória Setúbal    | 3 - 3     | Sporting Lisbona  | 1 - 1  | 2 - 2   | 1 - 0     |  |
| Tirsense           | 3 - 6     | Académica         | 3 - 1  | 0 - 5   |           |  |
| Covilhã            | 7 - 3     | Gouveia           | 4 - 0  | 3 - 3   |           |  |
| Braga              | 2 - 1     | Leça              | 0 - 0  | 2 - 1   |           |  |
| Varzim             | 1 - 9     | Porto             | 0 - 4  | 1 - 5   |           |  |
| Leixões            | 3 - 1     | Torreense         | 2 - 0  | 1 - 1   |           |  |
| Penafiel           | 1 - 3     | Sanjoanense       | 1 - 2  | 0 - 1   |           |  |
| Barreirense        | 1 - 0     | Cova da Piedade   | 1 - 0  | 0 - 0   |           |  |
| Belenenses         | 5 - 1     | Sintrense         | 3 - 0  | 2 - 1   |           |  |
| Académico de Viseu | 1 - 4     | Vitória Guimarães | 0 - 1  | 1 - 3   |           |  |

## Terzo turno
- Barreirense
- Leixões
- Vitória Guimarães

|                 | Risultato |             | Andata | Ritorno |  |
| --------------- | --------- | ----------- | ------ | ------- |  |
| Vitória Setúbal | 3 - 0     | Académica   | 2 - 0  | 1 - 0   |  |
| Lusitânia       | 1 - 4     | Marítimo    | 1 - 1  | 0 - 3   |  |
| Porto           | 9 - 1     | Covilhã     | 4 - 0  | 5 - 1   |  |
| Benfica         | 4 - 2     | Sanjoanense | 2 - 1  | 2 - 1   |  |
| Belenenses      | 4 - 1     | Braga       | 2 - 1  | 2 - 0   |  |

## Quarti di finale
|                 | Risultato |                   | Andata | Ritorno |  |
| --------------- | --------- | ----------------- | ------ | ------- |  |
| Vitória Setúbal | 3 - 2     | Vitória Guimarães | 0 - 1  | 3 - 1   |  |
| Marítimo        | 2 - 1     | Leixões           | 1 - 0  | 1 - 1   |  |
| Porto           | 3 - 1     | Belenenses        | 3 - 1  | 0 - 0   |  |
| Benfica         | 5 - 3     | Barreirense       | 2 - 2  | 3 - 1   |  |

## Semifinali
|          | Risultato |                 | Andata | Ritorno |  |
| -------- | --------- | --------------- | ------ | ------- |  |
| Marítimo | 0 - 6     | Vitória Setúbal | 0 - 0  | 0 - 6   |  |
| Benfica  | 2 - 5     | Porto           | 2 - 2  | 0 - 3   |  |

## Finale
| Arbitro: | Joaquim Campos (Lisbona) |

|                          |           |           |
| Valdemar 15’ Nóbrega 23’ | Marcatori | 5’ Pedras |

| Porto | Vitória Setúbal |

### Formazioni
| Porto              |   |                   |
|                    |   |                   |
| POR                | 1 | Américo Lopes ()  |
| DIF                |   | João Atraca       |
| DIF                |   | Valdemar Pacheco  |
| DIF                |   | Custódio Pinto    |
| CEN                |   | Pavão             |
| CEN                |   | Rolando Gonçalves |
| CEN                |   | Bernardo da Velha |
| CEN                |   | Djalma Freitas    |
| ATT                |   | Vítor Gomes       |
| ATT                |   | Francisco Nóbrega |
| ATT                |   | Jaime Silva       |
| Sostituiti:        |   |                   |
| Allenatore:        |   |                   |
| José Maria Pedroto |   |                   |

| Vitória Setúbal |   |                    |
|                 |   |                    |
| POR             | 1 | Dinis Vital        |
| DIF             |   | Herculano Oliveira |
| DIF             |   | Joaquim Conceição  |
| DIF             |   | Carlos Cardoso     |
| CEN             |   | Fernando Tomé      |
| CEN             |   | Pedras             |
| CEN             |   | Carriço            |
| CEN             |   | Petita             |
| ATT             |   | Félix Guerreiro    |
| ATT             |   | José Maria ()      |
| ATT             |   | Jacinto João       |
| Sostituiti:     |   |                    |
| Allenatore:     |   |                    |
| Fernando Vaz    |   |                    |